# Narcisszusz
A Narcisszusz görög eredetű férfinév, Narkisszosz mitológiai alak nevéből ered, eredeti jelentése kábító. Ebből a névből származik a nárcisz virág neve is.  Női párja: Nárcisz.

## Gyakorisága
Az 1990-es években szórványos név, a 2000-es években nem szerepel a 100 leggyakoribb férfinév között.

## Névnapok
- március 18.[2]
- október 29.[2]